# Ligue catholique (Italie)
Pour les articles homonymes, voir Ligue et Ligue catholique.
La Ligue catholique ou Sainte Ligue est une coalition formée en 1511 par le pape Jules II contre le roi de France Louis XII, qui en tant que duc de Milan en titre, manifestait une volonté d'expansion territoriale en Italie du Nord, notamment en direction de la Vénétie.

## La formation de la Ligue catholique
Elle est constituée le 4 octobre 1511 et réunit d'abord, outre le Saint-Siège et les États pontificaux, la couronne d'Aragon de Ferdinand II concerné en Italie en tant que roi de Naples, la république de Venise et les cantons suisses.
L'Angleterre d'Henri VIII s'y joint le 13 novembre 1511.
L'empereur Maximilien d'Autriche, chef de la maison de Habsbourg et régent des Pays-Bas, allié jusque là des Français, y fait son entrée le 17 mai 1512 (il a un lien de famille avec Ferdinand d'Aragon, étant le beau-père de Jeanne la Folle, fille de Ferdinand et mère de Charles de Habsbourg, futur Charles Quint). 

## Les réalisations de la Ligue
Les coalisés remportent plusieurs batailles, notamment celle de Guinegatte en Artois, une des provinces des Pays-Bas relevant de Maximilien (16 août 1513) ; cette bataille est suivie de la prise de Thérouanne.